# Koganei

Koganei (小金井市 Koganei-shi?) este un municipiu din Japonia, zona metropolitană Tokyo.